# Премія «Оскар» за найкращу жіночу роль
Премія «Оскар» за найкращу жіночу роль — одна з категорій престижної нагороди Американської академії кіномистецтва, яку присуджують щорічно, починаючи з 1929 року. Номінантів премії (не більше п'яти) висувають шляхом таємного голосування зі списку допущених фільмів члени академії, які є акторами і акторками. Переможця визначають загальним голосуванням усіх активних довічних членів академії.

## Історія
Протягом останніх 94 років Американська академія кіномистецтв представила загалом 95 нагород «Найкраща акторка» для 78 різних акторок. Переможниці цієї премії Американської кіноакадемії за заслуги отримують статуетки Оскара, що зображують позолоченого лицаря з мечем, який стоїть на котушці плівки. Першим лауреатом стала Джанет Гейнор, яка нагороджена на першій церемонії (1929) за її ролі у стрічках «Сьоме небо», «Вуличний ангел» і «Схід: Пісня двох людей». 
У перші три роки якщо актори та режисери номінувалися як найкращі у своїх категоріях, тоді всі їх роботи протягом кваліфікаційного періоду (наприклад три фільми в деяких випадках) розглядалися для нагороди. Однак, під час третьої церемонії нагородження (1930), лише один із цих фільмів згаданий в остаточному рішенні кожного переможця, хоча для кожного з чинних переможців було два фільми після їх імен у виборчих бюлетенях. Для 4-ї церемонії нагородження Академії (1931) ця громіздка і заплутана система замінена нинішньою системою, в якій акторку номіновано за конкретне виконання в одному фільмі. Таких пропозицій не повинно бути більше ніж п'ять щорічно. До 8-ї церемонії (1936), на найкращу жіночу роль могли номінувати всіх акторок, як першого, так і другого плану. На 9-ій церемонії нагородження Академії (1937) було введено спеціальну категорію «Найкраща акторка другого плану» після скарг, що одна категорія «Найкраща акторка» існує для привілейованих провідних виконавиць, які мають більше екранного часу. Тепер виконання актором головної ролі, акторкою головній ролі, виконання актором ролі другого плану і виконання жіночої ролі другого плану складають чотири щорічних нагороди Академії.

## Переможці та номінанти
У списку наведені відомості про переможців та номінантів премії «Оскар за найкращу жіночу роль» згідно з її офіційною базою даних, які згруповано за церемоніями (роками) й десятиліттями. У таблицю включені актриси та назви фільмів із зазначенням ролей, за які отримана номінація.
Переможці кожного року вказані першими в списку, відмічені знаком «★» і виділені жирним шрифтом на золотому тлі.

### 1920-ті
| Церемонія   | Фото лауреатки           | Акторка              | Фільм         | Роль  | Дж |
| ----------- | ------------------------ | -------------------- | ------------- | ----- | -- |
| 1-ша (1929) |                          | ★ Джанет Гейнор      | «Сьоме небо»  | Діана |    |
| 1-ша (1929) | «Вуличний ангел»         | ★ Джанет Гейнор      | Анжела        |       |    |
| 1-ша (1929) | «Схід: Пісня двох людей» | ★ Джанет Гейнор      | дружина       |       |    |
| 1-ша (1929) | Луїза Дрессер            | «Корабель припливає» | місіс Плезнік |       |    |
| 1-ша (1929) | Глорія Свенсон           | «Седі Томпсон»       | Седі Томпсон  |       |    |

### 1930-ті
| Церемонія    | Фото лауреатки    | Акторка                         | Фільм                         | Роль                  | Дж    |
| ------------ | ----------------- | ------------------------------- | ----------------------------- | --------------------- | ----- |
| 2-га (1930)  |                   | ★ Мері Пікфорд                  | «Кокетка»                     | Норма Безант          | [ 1 ] |
| 2-га (1930)  | Рут Чаттертон     | «Мадам Ікс»                     | Жаклін Флоріо                 |                       | [ 1 ] |
| 2-га (1930)  | Бетті Компсон     | «Зазивало»                      | Керрі                         |                       | [ 1 ] |
| 2-га (1930)  | Джин Іглс         | «Лист»                          | Леслі Кросбі                  |                       | [ 1 ] |
| 2-га (1930)  | Корінна Гріффіт   | «Божественна леді»              | Емма Гамільтон                |                       | [ 1 ] |
| 2-га (1930)  | Бессі Лав         | «Бродвейська мелодія»           | Генк Махоуні                  |                       | [ 1 ] |
| 3-тя (1931)  |                   | ★ Норма Ширер                   | «Розлучена»                   | Джеррі Бернард Мартін |       |
| 3-тя (1931)  | Грета Гарбо       | «Анна Крісті»                   | Анна Крісті                   |                       |       |
| 3-тя (1931)  | Грета Гарбо       | «Роман»                         | мадам Ріта Кавалліні          |                       |       |
| 3-тя (1931)  | Ненсі Керролл     | «Диявольське свято»             | Хеллі Хобарт                  |                       |       |
| 3-тя (1931)  | Глорія Свенсон    | «Правопорушник»                 | Маріон Доннелл                |                       |       |
| 3-тя (1931)  | Рут Чаттертон     | «Сара і син»                    | Сара Сторм                    |                       |       |
| 3-тя (1931)  | Норма Ширер       | «Їх власне бажання»             | Лючія Марлетт                 |                       |       |
| 4-та (1932)  |                   | ★ Марі Дресслер                 | «Мін і Білл»                  | Мін Дівот             |       |
| 4-та (1932)  | Айрін Данн        | «Сімаррон»                      | Сабра Кравет                  |                       |       |
| 4-та (1932)  | Марлен Дітріх     | «Марокко»                       | мадемуазель Емі Джоллі        |                       |       |
| 4-та (1932)  | Енн Гардінг       | «Свято»                         | Лінда Сетон                   |                       |       |
| 4-та (1932)  | Норма Ширер       | «Вільна душа»                   | Джен Еш                       |                       |       |
| 5-та (1933)  |                   | ★ Гелен Гейс                    | «Гріх Мадлон Клоде»           | Мадлон Клоде          |       |
| 5-та (1933)  | Марі Дресслер     | «Емма»                          | Емма Тетчер Сміт              |                       |       |
| 5-та (1933)  | Лінн Фонтенн      | «Гвардієць»                     | актриса                       |                       |       |
| 6-та (1934)  |                   | ★ Кетрін Хепберн                | «Ранковий підйом»             | Єва Лавлейс           |       |
| 6-та (1934)  | Мей Робсон        | «Леді на один день»             | Еппл Енні                     |                       |       |
| 6-та (1934)  | Діана Віньяр      | «Кавалькада»                    | Джейн Марріот                 |                       |       |
| 7-ма (1935)  |                   | ★ Клодет Кольбер                | «Це сталося якось вночі»      | Еллі Ендрюс           |       |
| 7-ма (1935)  | Бетті Девіс       | «Тягар пристрастей людських»    | Мілдред Роджерс               |                       |       |
| 7-ма (1935)  | Грейс Мур         | «Одна ніч кохання»              | Мері Барретт                  |                       |       |
| 7-ма (1935)  | Норма Ширер       | «Баррети з Вімпоул-стріт»       | Елізабет Баррет Браунінг      |                       |       |
| 8-ма (1936)  |                   | ★ Бетті Девіс                   | «Небезпечна»                  | Джойс Хіт             |       |
| 8-ма (1936)  | Кетрін Хепберн    | «Аліса Адамс»                   | Аліса Адамс                   |                       |       |
| 8-ма (1936)  | Елізабет Бергнер  | «Не втечеш від мене ніколи»     | Джемма Джонс                  |                       |       |
| 8-ма (1936)  | Клодет Кольбер    | «Приватні світи»                | Джейн Еверест                 |                       |       |
| 8-ма (1936)  | Мерль Оберон      | «Темний янгол»                  | Кітті Вейн                    |                       |       |
| 8-ма (1936)  | Міріам Гопкінс    | «Беккі Шарп»                    | Беккі Шарп                    |                       |       |
| 9-та (1937)  |                   | ★ Луїза Райнер                  | «Великий Зігфільд»            | Ганна Гелд            | [ 2 ] |
| 9-та (1937)  | Айрін Данн        | «Теодора божеволіє»             | Теодора Лінн/Кароліна Адамс   |                       | [ 2 ] |
| 9-та (1937)  | Гледіс Джордж     | «Доблесне - це слово для Керрі» | Керрі Снайдер                 |                       | [ 2 ] |
| 9-та (1937)  | Керол Ломбард     | «Мій чоловік Годфрі»            | Ірена Баллок                  |                       | [ 2 ] |
| 9-та (1937)  | Норма Ширер       | «Ромео і Джульєтта»             | Джульєтта                     |                       | [ 2 ] |
| 10-та (1938) |                   | ★ Луїза Райнер                  | «Добра Земля»                 | О-Лан                 | [ 3 ] |
| 10-та (1938) | Айрін Данн        | «Жахлива правда»                | Люсі Варрінер                 |                       | [ 3 ] |
| 10-та (1938) | Грета Гарбо       | «Дама з камеліями»              | Маргарита Готьє               |                       | [ 3 ] |
| 10-та (1938) | Джанет Гейнор     | «Зірка народилася»              | Естер Блоджетт / Вікка Лестер |                       | [ 3 ] |
| 10-та (1938) | Барбара Стенвік   | «Стелла Даллас»                 | Стелла Даллас                 |                       | [ 3 ] |
| 11-та (1939) |                   | ★ Бетті Девіс                   | «Єзавель»                     | Джулі Марсден         | [ 4 ] |
| 11-та (1939) | Фей Бейнтер       | «Білі прапори»                  | Ханна Пармалі                 |                       | [ 4 ] |
| 11-та (1939) | Венді Гіллер      | «Пігмаліон»                     | Еліза Дулітл                  |                       | [ 4 ] |
| 11-та (1939) | Норма Ширер       | «Марія-Антуанетта»              | Марія-Антуанетта              |                       | [ 4 ] |
| 11-та (1939) | Маргарет Саллаван | «Три товариші»                  | Патрісія Голман               |                       | [ 4 ] |

### 1940-ві
| Церемонія    | Фото лауреатки     | Акторка                          | Фільм                           | Роль                         | Дж     |
| ------------ | ------------------ | -------------------------------- | ------------------------------- | ---------------------------- | ------ |
| 12-та (1940) |                    | ★ Вів'єн Лі                      | «Звіяні вітром»                 | Скарлетт О'Хара              | [ 5 ]  |
| 12-та (1940) | Бетті Девіс        | «Темна перемога»                 | Джудіт Трахерн                  |                              | [ 5 ]  |
| 12-та (1940) | Айрін Данн         | «Любовна справа»                 | Террі Маккей                    |                              | [ 5 ]  |
| 12-та (1940) | Грета Гарбо        | «Ніночка»                        | Ніна Іванівна «Ніночка» Якушова |                              | [ 5 ]  |
| 12-та (1940) | Грір Гарсон        | «До побачення, містер Чіпс»      | Кетрін Чіппінг                  |                              | [ 5 ]  |
| 13-та (1941) |                    | ★ Джинджер Роджерс               | «Кітті Фойл»                    | Кітті Фойл                   | [ 6 ]  |
| 13-та (1941) | Бетті Девіс        | «Лист»                           | Леслі Кросбі                    |                              | [ 6 ]  |
| 13-та (1941) | Джоан Фонтейн      | «Ребекка»                        | друга місіс де Вінтер           |                              | [ 6 ]  |
| 13-та (1941) | Кетрін Хепберн     | «Філадельфійська історія»        | Трейсі Лорд                     |                              | [ 6 ]  |
| 13-та (1941) | Марта Скотт        | «Наше містечко»                  | Емілі Вебб                      |                              | [ 6 ]  |
| 14-та (1942) |                    | ★ Джоан Фонтейн                  | «Підозра»                       | Ліна Маклайдлав Ейсгарт      | [ 7 ]  |
| 14-та (1942) | Бетті Девіс        | «Маленькі лисиці»                | Реджина Хаббард Гідденс         |                              | [ 7 ]  |
| 14-та (1942) | Олівія де Гевіленд | «Стримай світанок»               | Емма Браун                      |                              | [ 7 ]  |
| 14-та (1942) | Грір Гарсон        | «Квіти в пилу»                   | Една Гладней                    |                              | [ 7 ]  |
| 14-та (1942) | Барбара Стенвік    | «Вогняна куля»                   | Кетрін О'Ше                     |                              | [ 7 ]  |
| 15-та (1943) |                    | ★ Грір Гарсон                    | «Місіс Мінівер»                 | місіс Мінівер                | [ 8 ]  |
| 15-та (1943) | Бетті Девіс        | «Вперед, мандрівник»             | Шарлотта Вейл                   |                              | [ 8 ]  |
| 15-та (1943) | Кетрін Гепберн     | «Жінка року»                     | Тесс Гардінг                    |                              | [ 8 ]  |
| 15-та (1943) | Розалінд Расселл   | «Моя сестра Ейлін»               | Рут Шервуд                      |                              | [ 8 ]  |
| 15-та (1943) | Тереза Райт        | «Гордість Янкі»                  | Елеонора Твічелл Геріг          |                              | [ 8 ]  |
| 16-та (1944) |                    | ★ Дженніфер Джонс                | «Пісня Бернадетти»              | Бернадетта Субіру            | [ 9 ]  |
| 16-та (1944) | Джин Артур         | «Чим більше, тим веселіше»       | Констанс «Конні» Мілліган       |                              | [ 9 ]  |
| 16-та (1944) | Інгрід Бергман     | «По кому подзвін»                | Марія                           |                              | [ 9 ]  |
| 16-та (1944) | Джоан Фонтейн      | «Незмінна німфа»                 | Тесса Сенгер                    |                              | [ 9 ]  |
| 16-та (1944) | Грір Гарсон        | «Мадам Кюрі»                     | Марія Склодовська-Кюрі          |                              | [ 9 ]  |
| 17-та (1945) |                    | ★ Інгрід Бергман                 | «Газове світло»                 | Паула Алквіст Антон          | [ 10 ] |
| 17-та (1945) | Клодетт Кольбер    | «Відколи ти пішов»               | Енн Хілтон                      |                              | [ 10 ] |
| 17-та (1945) | Бетті Девіс        | «Містер Скеффінгтон»             | Фанні Трелліс                   |                              | [ 10 ] |
| 17-та (1945) | Грір Гарсон        | «Місіс Паркінгтон»               | Сьюзі «Горобець» Паркінгтон     |                              | [ 10 ] |
| 17-та (1945) | Барбара Стенвік    | «Подвійна страховка»             | Філліс Дітріхсон                |                              | [ 10 ] |
| 18-та (1946) |                    | ★ Джоан Кроуфорд                 | «Мілдред Пірс»                  | Мілдред Пірс Берагон         | [ 11 ] |
| 18-та (1946) | Інгрід Бергман     | «Дзвони Святої Марії»            | Мері Бенедикт                   |                              | [ 11 ] |
| 18-та (1946) | Грір Гарсон        | «Долина рішень»                  | Мері Рафферті                   |                              | [ 11 ] |
| 18-та (1946) | Дженніфер Джонс    | «Любовні листи»                  | Сінглтон / Вікторія Морланд     |                              | [ 11 ] |
| 18-та (1946) | Джин Тірні         | «Відпусти її на небеса»          | Еллен Берент Гарланд            |                              | [ 11 ] |
| 19-та (1947) |                    | ★ Олівія де Гевіленд             | «Кожному своє»                  | міс Джозефіна «Джоді» Норріс | [ 12 ] |
| 19-та (1947) | Селія Джонсон      | «Коротка зустріч»                | Лора Джессон                    |                              | [ 12 ] |
| 19-та (1947) | Дженніфер Джонс    | «Поєдинок під сонцем»            | Перла Чавес                     |                              | [ 12 ] |
| 19-та (1947) | Розалінд Расселл   | «Сестра Кенні»                   | Елізабет Кенні                  |                              | [ 12 ] |
| 19-та (1947) | Джейн Вайман       | «Оленятко»                       | Оррі Бакстер                    |                              | [ 12 ] |
| 20-та (1948) |                    | ★ Лоретта Янґ                    | «Дочка фермера»                 | Катя Голстром                | [ 13 ] |
| 20-та (1948) | Джоан Кроуфорд     | «Одержима»                       | Луїза Хауелл                    |                              | [ 13 ] |
| 20-та (1948) | Сьюзен Гейворд     | Розгром: Історія жінки»          | Енджі Еванс                     |                              | [ 13 ] |
| 20-та (1948) | Дороті Макгвайр    | «Джентльменська угода»           | Кеті Лесі                       |                              | [ 13 ] |
| 20-та (1948) | Розалінд Расселл   | Моурінг стає електриком»         | Лавінія Меннон                  |                              | [ 13 ] |
| 21-ша (1949) |                    | ★ Джейн Вайман                   | «Джонні Белінда»                | Белінда МакДональд           | [ 14 ] |
| 21-ша (1949) | Айрін Данн         | «Я пам'ятаю маму»                | Марта «Мама» Хенсон             |                              | [ 14 ] |
| 21-ша (1949) | Барбара Стенвік    | «Вибачте, Ви помилилися номером» | Леона Стівенсон                 |                              | [ 14 ] |
| 21-ша (1949) | Інгрід Бергман     | «Жанна д'Арк»                    | Жанна д'Арк                     |                              | [ 14 ] |
| 21-ша (1949) | Олівія де Гевіленд | «Зміїна яма»                     | Вірджинія Стюарт Каннінгем      |                              | [ 14 ] |

### 1950-ті
| Церемонія    | Фото лауреатки   | Акторка                                 | Фільм                                 | Роль                      | Дж     |
| ------------ | ---------------- | --------------------------------------- | ------------------------------------- | ------------------------- | ------ |
| 22-га (1950) |                  | ★ Олівія де Гевілленд                   | «Спадкоємиця»                         | Кетрін Слопер             | [ 15 ] |
| 22-га (1950) | Джинн Крейн      | «Пінкі»                                 | Патриція «Пінкі» Джонсон              |                           | [ 15 ] |
| 22-га (1950) | Сьюзен Гейворд   | «Моє дурне серце»                       | Елоїза Вінтерс                        |                           | [ 15 ] |
| 22-га (1950) | Дебора Керр      | «Едварде, сину мій»                     | Евелін Булт                           |                           | [ 15 ] |
| 22-га (1950) | Лоретта Янг      | «Ходімо до стайні»                      | Маргарет                              |                           | [ 15 ] |
| 23-тя (1951) |                  | ★ Джуді Голідей                         | Народжена вчора                       | Емма «Біллі» Доун         | [ 16 ] |
| 23-тя (1951) | Енн Бакстер      | «Все про Єву»                           | Єва Гаррінгтон                        |                           | [ 16 ] |
| 23-тя (1951) | Бетті Девіс      | «Все про Єву»                           | Марго Ченнінг                         |                           | [ 16 ] |
| 23-тя (1951) | Елеонора Паркер  | «У клітці»                              | Марі Аллен                            |                           | [ 16 ] |
| 23-тя (1951) | Глорія Свенсон   | «Бульвар Сансет»                        | Норма Десмонд                         |                           | [ 16 ] |
| 24-та (1952) |                  | ★ Вів'єн Лі                             | «Трамвай „Бажання“»                   | Бланш Дюбуа               | [ 17 ] |
| 24-та (1952) | Кетрін Хепберн   | «Африканська королева»                  | Роуз Сейєр                            |                           | [ 17 ] |
| 24-та (1952) | Елеонора Паркер  | «Детективна історія»                    | Мері Маклеод                          |                           | [ 17 ] |
| 24-та (1952) | Шеллі Вінтерс    | «Місце під сонцем»                      | Еліс Тріпп                            |                           | [ 17 ] |
| 24-та (1952) | Джейн Вайман     | «Блакитна вуаль»                        | Луїза Мейсон                          |                           | [ 17 ] |
| 25-та (1953) |                  | ★ Ширлі Бут»                            | «Повернись, маленька Шево»            | Лола Ділейні              | [ 18 ] |
| 25-та (1953) | Джоан Кроуфорд   | «Раптовий страх»                        | Майра Хадсон                          |                           | [ 18 ] |
| 25-та (1953) | Бетті Девіс      | «Зірка»                                 | Маргарет Елліот                       |                           | [ 18 ] |
| 25-та (1953) | Джулі Гарріс     | «Учасник весілля»                       | Френсіс «Френкі» Аддамс               |                           | [ 18 ] |
| 25-та (1953) | Сьюзен Гейворд   | «З піснею в серці»                      | Джейн Фроман                          |                           | [ 18 ] |
| 26-та (1954) |                  | ★ Одрі Хепберн                          | «Римські канікули»                    | принцеса Енн              | [ 19 ] |
| 26-та (1954) | Леслі Карон      | «Лілі»                                  | Лілі Дор'є                            |                           | [ 19 ] |
| 26-та (1954) | Ава Гарднер      | «Могамбо»                               | Елоїза «Медовий ведмедик» Келлі       |                           | [ 19 ] |
| 26-та (1954) | Дебора Керр      | «Звідси ‒ у вічність»                   | Карен Холмс                           |                           | [ 19 ] |
| 26-та (1954) | Меггі Макнамара  | «Місяць блакитний»                      | Петті О'Нейл                          |                           | [ 19 ] |
| 27-ма (1955) |                  | ★ Грейс Келлі                           | «Сільська дівчина»                    | Джорджі Елджин            | [ 20 ] |
| 27-ма (1955) | Дороті Дендрідж  | «Кармен Джонс»                          | Кармен Джонс                          |                           | [ 20 ] |
| 27-ма (1955) | Джуді Гарланд    | «Народження зірки»                      | Естер Вікторія Блоджетт / Вікі Лестер |                           | [ 20 ] |
| 27-ма (1955) | Одрі Хепберн     | «Сабріна»                               | Сабріна Фейрчайлд                     |                           | [ 20 ] |
| 27-ма (1955) | Джейн Вайман     | «Чудова одержимість»                    | Хелен Філліпс                         |                           | [ 20 ] |
| 28-ма (1956) |                  | ★ Анна Маньяні                          | «Татуйована троянда»                  | Серафіна Делле Роуз       | [ 21 ] |
| 28-ма (1956) | Сьюзен Гейворд   | «Я буду плакати завтра»                 | Ліліан Рот                            |                           | [ 21 ] |
| 28-ма (1956) | Кетрін Хепберн   | «Літня пора»                            | Джейн Хадсон                          |                           | [ 21 ] |
| 28-ма (1956) | Дженніфер Джонс  | «Кохання — найчудовіша річ на світі»    | Хан Суйін                             |                           | [ 21 ] |
| 28-ма (1956) | Елеонора Паркер  | «Перервана мелодія»                     | Марджорі Лоуренс                      |                           | [ 21 ] |
| 29-та (1957) |                  | ★ Інгрід Бергман                        | «Анастасія»                           | Анастасія Миколаївна      | [ 22 ] |
| 29-та (1957) | Керрол Бейкер    | «Лялечка»                               | Лялечка Мейган                        |                           | [ 22 ] |
| 29-та (1957) | Кетрін Хепберн   | «Чарівниця»                             | Ліззі Каррі                           |                           | [ 22 ] |
| 29-та (1957) | Ненсі Келлі      | «Погане насіння»                        | Крістін Пенмарк                       |                           | [ 22 ] |
| 29-та (1957) | Дебора Керр      | «Король і я»                            | Анна Леоновенс                        |                           | [ 22 ] |
| 30-та (1958) |                  | ★ Джоан Вудворд                         | «Три обличчя Єви                      | Єва Вайт, Єва Блек, Джейн | [ 23 ] |
| 30-та (1958) | Дебора Керр      | «Хіба що небеса знають, містер Еллісон» | Анжела                                |                           | [ 23 ] |
| 30-та (1958) | Анна Маньяні     | «Дикий вітер»                           | Джіойя                                |                           | [ 23 ] |
| 30-та (1958) | Елізабет Тейлор  | «Округ Рейнтрі»                         | Сюзанна Дрейк                         |                           | [ 23 ] |
| 30-та (1958) | Лана Тернер      | «Пейтон Плейс»                          | Констанс Маккензі                     |                           | [ 23 ] |
| 31-ша (1959) |                  | ★ Сьюзен Гейворд                        | «Я хочу жити!»                        | Барбара Грем              | [ 24 ] |
| 31-ша (1959) | Дебора Керр      | «Окремі столики»                        | Сібіл Рейлтон-Белл                    |                           | [ 24 ] |
| 31-ша (1959) | Ширлі Маклейн    | «Хтось побіг»                           | Джіні Мурхед                          |                           | [ 24 ] |
| 31-ша (1959) | Розалінд Расселл | «Тітонька Мейм»                         | Мейм Денніс                           |                           | [ 24 ] |
| 31-ша (1959) | Елізабет Тейлор  | «Кішка на розпеченому даху»             | Маргарет «Кішка Меґі» Поллітт         |                           | [ 24 ] |

### 1960-ті
| Церемонія    | Фото лауреатки      | Акторка                                     | Фільм                           | Роль                 | Дж     |
| ------------ | ------------------- | ------------------------------------------- | ------------------------------- | -------------------- | ------ |
| 32-га (1960) |                     | ★ Сімона Сіньоре                            | «Кімната нагорі»                | Еліс Ейсгілл         | [ 25 ] |
| 32-га (1960) | Доріс Дей           | «Розмова в подушку»                         | Ян Морроу                       |                      | [ 25 ] |
| 32-га (1960) | Одрі Хепберн        | «Історія черниці»                           | Габріель ван дер Маль           |                      | [ 25 ] |
| 32-га (1960) | Кетрін Хепберн      | «Раптом минулого літа»                      | Вайолет Венебл                  |                      | [ 25 ] |
| 32-га (1960) | Елізабет Тейлор     | «Раптом минулого літа»                      | Кетрін Голлі                    |                      | [ 25 ] |
| 33-тя (1961) |                     | ★ Елізабет Тейлор                           | «Баттерфілд 8»                  | Глорія Вандроус      | [ 26 ] |
| 33-тя (1961) | Грір Гарсон         | «Схід сонця в Кампобелло»                   | Елеонора Рузвельт               |                      | [ 26 ] |
| 33-тя (1961) | Дебора Керр         | «Бродяги»                                   | Іда Кармоді                     |                      | [ 26 ] |
| 33-тя (1961) | Ширлі Маклейн       | «Квартира»                                  | Френ Кубелік                    |                      | [ 26 ] |
| 33-тя (1961) | Меліна Меркурі      | «Ніколи в неділю»                           | Ілля                            |                      | [ 26 ] |
| 34-та (1962) |                     | ★ Софі Лорен                                | «Чочара»                        | Сесіра               | [ 27 ] |
| 34-та (1962) | Одрі Хепберн        | «Сніданок у „Тіффані“»                      | Голлі Ґолайтлі / Лула Мей Барнс |                      | [ 27 ] |
| 34-та (1962) | Пайпер Лорі         | «Більярдист»                                | Сара Паккард                    |                      | [ 27 ] |
| 34-та (1962) | Джеральдін Пейдж    | «Літо і дим»                                | Альма Вайнміллер                |                      | [ 27 ] |
| 34-та (1962) | Наталі Вуд          | «Пишність у траві»                          | Вілма Дін «Дінні» Луміс         |                      | [ 27 ] |
| 35-та (1963) |                     | ★ Енн Бенкрофт                              | «Чудотворець»                   | Енні Салліван        | [ 28 ] |
| 35-та (1963) | Бетті Девіс         | «Що сталося з Бебі Джейн?»                  | Бебі Джейн Хадсон               |                      | [ 28 ] |
| 35-та (1963) | Кетрін Хепберн      | «Довгі дні подорожі в ніч»                  | Мері Каван Тайрон               |                      | [ 28 ] |
| 35-та (1963) | Джеральдін Пейдж    | «Солодкий птах молодості»                   | Александра Дель Лаго            |                      | [ 28 ] |
| 35-та (1963) | Лі Ремік            | «Дні вина і троянд»                         | Кірстен Арнесен Клей            |                      | [ 28 ] |
| 36-та (1964) |                     | ★ Патріція Ніл                              | «Худ»                           | Альма Браун          | [ 29 ] |
| 36-та (1964) | Леслі Карон         | «Г-подібна кімната»                         | Джейн Фоссет                    |                      | [ 29 ] |
| 36-та (1964) | Ширлі Маклейн       | «Ірма ла Дус»                               | Ірма Ла Дус                     |                      | [ 29 ] |
| 36-та (1964) | Рейчел Робертс      | «Це спортивне життя»                        | Маргарет Хеммонд                |                      | [ 29 ] |
| 36-та (1964) | Наталі Вуд          | «Кохання з правильним незнайомцем»          | Енджі Россіні                   |                      | [ 29 ] |
| 37-ма (1965) |                     | ★ Джулі Ендрюс                              | «Мері Поппінс»                  | Мері Поппінс         | [ 30 ] |
| 37-ма (1965) | Енн Бенкрофт        | «Гарбузоїд»                                 | Джо Армітаж                     |                      | [ 30 ] |
| 37-ма (1965) | Софі Лорен          | «Шлюб по-італійськи»                        | Філумена Мартурано              |                      | [ 30 ] |
| 37-ма (1965) | Деббі Рейнольдс     | «Непотоплювана Моллі Браун»                 | Марґарет Браун                  |                      | [ 30 ] |
| 37-ма (1965) | Кім Стенлі          | «Спіритичний сеанс у мокрий день»           | Майра Севідж                    |                      | [ 30 ] |
| 38-ма (1966) |                     | ★ Джулі Крісті                              | «Дорога»                        | Діана Скотт          | [ 31 ] |
| 38-ма (1966) | Джулі Ендрюс        | «Звуки музики»                              | Марія фон Трапп                 |                      | [ 31 ] |
| 38-ма (1966) | Саманта Еггар       | «Колекціонер»                               | Міранда Грей                    |                      | [ 31 ] |
| 38-ма (1966) | Елізабет Хартман    | «Клаптик блакиті»                           | Селіна Дарсі                    |                      | [ 31 ] |
| 38-ма (1966) | Симона Синьйоре     | «Корабель дурнів»                           | графиня                         |                      | [ 31 ] |
| 39-та (1967) |                     | ★ Елізабет Тейлор                           | «Хто боїться Вірджинії Вульф?»  | Марта                | [ 32 ] |
| 39-та (1967) | Анук Еме            | «Чоловік і жінка»                           | Анна Готьє                      |                      | [ 32 ] |
| 39-та (1967) | Іда Камінська       | «Магазин на площі»                          | Розалі Лаутманн                 |                      | [ 32 ] |
| 39-та (1967) | Лінн Редгрейв       | «Дівчинка Джорджія»                         | Джорджина «Джорджі» Паркін      |                      | [ 32 ] |
| 39-та (1967) | Ванесса Редгрейв    | «Морґан – підходящий випадок для лікування» | Леоні Дельт                     |                      | [ 32 ] |
| 40-ва (1968) |                     | ★ Кетрін Хепберн                            | «Вгадай, хто прийде на обід»    | Крістіна Дрейтон     | [ 33 ] |
| 40-ва (1968) | Енн Бенкрофт        | «Випускник»                                 | місіс Робінсон                  |                      | [ 33 ] |
| 40-ва (1968) | Фей Данауей         | «Бонні і Клайд»                             | Бонні                           |                      | [ 33 ] |
| 40-ва (1968) | Едіт Еванс          | «Шептуни»                                   | Меггі Росс                      |                      | [ 33 ] |
| 40-ва (1968) | Одрі Хепберн        | «Дочекайся темряви»                         | Сьюзі Хендрікс                  |                      | [ 33 ] |
| 41-ша (1969) |                     | ★ Кетрін Хепберн                            | «Лев узимку»                    | Елеонора Аквітанська | [ 34 ] |
| 41-ша (1969) | ★ Барбара Стрейзанд | «Смішна дівчина»                            | Фанні Брайс                     |                      | [ 34 ] |
| 41-ша (1969) | Патріція Ніл        | «Предметом були троянди»                    | Нетті Клір                      |                      | [ 34 ] |
| 41-ша (1969) | Ванесса Редгрейв    | «Айседора»                                  | Айседора Дункан                 |                      | [ 34 ] |
| 41-ша (1969) | Джоан Вудворд       | «Рейчел, Рейчел»                            | Рейчел Кемерон                  |                      | [ 34 ] |

### 1970-ті
| Церемонія    | Фото лауреатки     | Акторка                                   | Фільм                                   | Роль                     | Дж     |
| ------------ | ------------------ | ----------------------------------------- | --------------------------------------- | ------------------------ | ------ |
| 42-га (1970) |                    | ★ Меггі Сміт                              | «Прем'єра міс Джин Броді»               | Жан Броді                | [ 35 ] |
| 42-га (1970) | Женев'єва Б'южольд | «Анна на тисячу днів»                     | Анна Болейн                             |                          | [ 35 ] |
| 42-га (1970) | Джейн Фонда        | «Загнаних коней пристрілюють, чи не так?» | Глорія Бітті                            |                          | [ 35 ] |
| 42-га (1970) | Лайза Міннеллі     | «Безплідна зозуля»                        | Мері Енн «Пукі» Адамс                   |                          | [ 35 ] |
| 42-га (1970) | Джин Сіммонс       | «Щасливий кінець»                         | Мері Вілсон                             |                          | [ 35 ] |
| 43-тя (1971) |                    | ★ Гленда Джексон                          | «Закохані жінки»                        | Гудрун Брангвен          | [ 36 ] |
| 43-тя (1971) | Джейн Александер   | «Велика біла надія»                       | Елеонора Бакман                         |                          | [ 36 ] |
| 43-тя (1971) | Елі Макгроу        | «Історія кохання»                         | Дженніфер Кавалері-Барретт              |                          | [ 36 ] |
| 43-тя (1971) | Сара Майлз         | «Дочка Раянса»                            | Розі Раян                               |                          | [ 36 ] |
| 43-тя (1971) | Керрі Снодгресс    | «Щоденник божевільної домогосподарки»     | Беттіна «Тіна» Бальзер                  |                          | [ 36 ] |
| 44-та (1972) |                    | ★ Джейн Фонда                             | «Клют»                                  | Брі Деніелс              | [ 37 ] |
| 44-та (1972) | Джулі Крісті       | «Маккейб і місіс Міллер»                  | Констанс Міллер                         |                          | [ 37 ] |
| 44-та (1972) | Гленда Джексон     | «Неділя, проклята неділя»                 | Алекс Гревілл                           |                          | [ 37 ] |
| 44-та (1972) | Ванесса Редгрейв   | «Марія, королева Шотландії»               | Марія I Стюарт                          |                          | [ 37 ] |
| 44-та (1972) | Джанет Сузман      | «Микола і Олександра»                     | Олександра Федорівна (Аліса Гессенська) |                          | [ 37 ] |
| 45-та (1973) |                    | ★ Лайза Міннеллі                          | «Кабаре»                                | Саллі Боулз              | [ 38 ] |
| 45-та (1973) | Даяна Росс         | «Леді співає блюз»                        | Біллі Холідей                           |                          | [ 38 ] |
| 45-та (1973) | Меггі Сміт         | «Подорожі з моєю тіткою»                  | Августа Бертрам                         |                          | [ 38 ] |
| 45-та (1973) | Сіселі Тайсон      | «Саундер»                                 | Ребекка Морган                          |                          | [ 38 ] |
| 45-та (1973) | Лів Ульман         | «Емігранти»                               | Крістіна Нільссон                       |                          | [ 38 ] |
| 46-та (1974) |                    | ★ Гленда Джексон                          | «Дотик класу»                           | Вікі Аллессіо            | [ 39 ] |
| 46-та (1974) | Еллен Берстін      | «Екзорцист»                               | Кріс Макніл                             |                          | [ 39 ] |
| 46-та (1974) | Марша Мейсон       | «Попелюшка Свобода»                       | Меггі Пол                               |                          | [ 39 ] |
| 46-та (1974) | Барбара Стрейзанд  | «Якими ми були»                           | Кеті Мороскі                            |                          | [ 39 ] |
| 46-та (1974) | Джоан Вудворд      | «Літні бажання, зимові мрії»              | Ріта Волден                             |                          | [ 39 ] |
| 47-ма (1975) |                    | ★ Еллен Берстін                           | «Аліса тут більше не живе»              | Еліс Хаятт               | [ 40 ] |
| 47-ма (1975) | Дайан Керролл      | «Клодін»                                  | Клодін Прайс                            |                          | [ 40 ] |
| 47-ма (1975) | Фей Данавей        | «Чайнатаун»                               | Евелін Кросс Малрей                     |                          | [ 40 ] |
| 47-ма (1975) | Валері Перрін      | «Ленні»                                   | Хані Брюс/Гаррієт Джолліфф              |                          | [ 40 ] |
| 47-ма (1975) | Джина Роулендс     | «Жінка під впливом»                       | Мейбл Лонгетті                          |                          | [ 40 ] |
| 48-ма (1976) |                    | ★ Луїза Флетчер                           | «Пролітаючи над гніздом зозулі»         | медсестра Мілдред Ретчед | [ 41 ] |
| 48-ма (1976) | Ізабель Аджані     | «Історія Адель»                           | Адель Г'юго                             |                          | [ 41 ] |
| 48-ма (1976) | Енн-Маргрет        | «Томмі»                                   | Нора Вокер                              |                          | [ 41 ] |
| 48-ма (1976) | Гленда Джексон     | «Гедда»                                   | Гедда Ґаблер                            |                          | [ 41 ] |
| 48-ма (1976) | Керол Кейн         | «Гестер Стріт»                            | Гітл                                    |                          | [ 41 ] |
| 49-та (1977) |                    | ★ Фей Данавей                             | «Телемережа»                            | Діана Крістенсен         | [ 42 ] |
| 49-та (1977) | Марі-Кристин Барро | «Кузен, кузина»                           | Марта                                   |                          | [ 42 ] |
| 49-та (1977) | Талія Шайр         | «Роккі»                                   | Адріан Пенніно                          |                          | [ 42 ] |
| 49-та (1977) | Сіссі Спейсек      | «Керрі»                                   | Керрі Вайт                              |                          | [ 42 ] |
| 49-та (1977) | Лів Ульман         | «Віч-на-віч»                              | Дженні Ісакссон                         |                          | [ 42 ] |
| 50-та (1978) |                    | ★ Даян Кітон                              | «Енні Холл»                             | Енні Холл                | [ 43 ] |
| 50-та (1978) | Енн Бенкрофт       | «Переломний момент»                       | Нора Кей, Емма Джеклін                  |                          | [ 43 ] |
| 50-та (1978) | Джейн Фонда        | «Джулія»                                  | Ліліан Хеллман                          |                          | [ 43 ] |
| 50-та (1978) | Ширлі Маклейн      | «Переломний момент»                       | Ізабель Мірроу Браун, Діді Роджерс      |                          | [ 43 ] |
| 50-та (1978) | Марша Мейсон       | «До побачення, дівчино»                   | Пола Макфадден                          |                          | [ 43 ] |
| 51-ша (1979) |                    | ★ Джейн Фонда                             | «Повернення додому»                     | Саллі Хайд               | [ 44 ] |
| 51-ша (1979) | Інгрід Бергман     | «Осіння соната»                           | Шарлотта Андергаст                      |                          | [ 44 ] |
| 51-ша (1979) | Еллен Берстін      | «О цій же порі, наступного року»          | Доріс                                   |                          | [ 44 ] |
| 51-ша (1979) | Джилл Клейберг     | «Незаміжня жінка»                         | Еріка Бентон                            |                          | [ 44 ] |
| 51-ша (1979) | Джеральдін Пейдж   | «Інтер'єри»                               | Єва                                     |                          | [ 44 ] |

### 1980-ті
| Церемонія    | Фото лауреатки   | Акторка                         | Фільм                  | Роль              | Дж     |
| ------------ | ---------------- | ------------------------------- | ---------------------- | ----------------- | ------ |
| 52-га (1980) |                  | ★ Саллі Філд                    | «Норма Рей»            | Норма Рей Вебстер | [ 45 ] |
| 52-га (1980) | Джилл Клейберг   | «Починати спочатку»             | Мерилін Голмберг       |                   | [ 45 ] |
| 52-га (1980) | Джейн Фонда      | «Китайський синдром»            | Кімберлі Веллс         |                   | [ 45 ] |
| 52-га (1980) | Марша Мейсон     | «Глава друга»                   | Дженні Маклейн         |                   | [ 45 ] |
| 52-га (1980) | Бетт Мідлер      | «Троянда»                       | Мері Роуз Фостер       |                   | [ 45 ] |
| 53-тя (1981) |                  | ★ Сіссі Спейсек                 | «Дочка шахтаря»        | Лоретта Лінн      | [ 46 ] |
| 53-тя (1981) | Еллен Берстін    | «Воскресіння»                   | Една Мей               |                   | [ 46 ] |
| 53-тя (1981) | Голді Хоун       | «Рядовий Бенджамін»             | Джуді Бенджамін        |                   | [ 46 ] |
| 53-тя (1981) | Мері Тайлер Мур  | «Звичайні люди»                 | Бет Джарретт           |                   | [ 46 ] |
| 53-тя (1981) | Джина Роулендс   | «Глорія»                        | Глорія Свенсон         |                   | [ 46 ] |
| 54-та (1982) |                  | ★ Кетрін Хепберн                | «На золотому озері»    | Етель Тейер       | [ 47 ] |
| 54-та (1982) | Даян Кітон       | «Червоні»                       | Луїза Браянт           |                   | [ 47 ] |
| 54-та (1982) | Марша Мейсон     | «Тільки коли я сміюся»          | Джорджія Хайнс         |                   | [ 47 ] |
| 54-та (1982) | Сьюзан Сарандон  | «Атлантик-Сіті»                 | Саллі Метьюз           |                   | [ 47 ] |
| 54-та (1982) | Меріл Стріп      | «Жінка французького лейтенанта» | Сара Вудрафф, Анна     |                   | [ 47 ] |
| 55-та (1983) |                  | ★ Меріл Стріп                   | «Вибір Софії»          | Софія Завістовскі | [ 48 ] |
| 55-та (1983) | Джулі Ендрюс     | «Віктор/Вікторія»               | Віктор/Вікторія        |                   | [ 48 ] |
| 55-та (1983) | Джессіка Ленґ    | «Френсіс»                       | Френсіс Фармер         |                   | [ 48 ] |
| 55-та (1983) | Сіссі Спейсек    | «Зниклий безвісти»              | Джойс Горман           |                   | [ 48 ] |
| 55-та (1983) | Дебра Вінгер     | «Офіцер і джентльмен»           | Паула Покріфкі         |                   | [ 48 ] |
| 56-та (1984) |                  | ★ Ширлі Маклейн                 | «Мова ніжності»        | Аврора Ґрінвей    | [ 49 ] |
| 56-та (1984) | Джейн Александер | «Заповіт»                       | Керол Везерлі          |                   | [ 49 ] |
| 56-та (1984) | Меріл Стріп      | «Сілквуд»                       | Карен Сілквуд          |                   | [ 49 ] |
| 56-та (1984) | Джулі Волтерс    | «Виховання Рити»                | Ріта                   |                   | [ 49 ] |
| 56-та (1984) | Дебра Вінгер     | «Мова ніжності»                 | Емма Хортон            |                   | [ 49 ] |
| 57-ма (1985) |                  | ★ Саллі Філд                    | «Місця в серці»        | Една Сполдінг     | [ 50 ] |
| 57-ма (1985) | Джуді Девіс      | «Поїздка до Індії»              | Адела Квестед          |                   | [ 50 ] |
| 57-ма (1985) | Джессіка Ленґ    | «Село»                          | Джуелл Айві            |                   | [ 50 ] |
| 57-ма (1985) | Ванесса Редгрейв | «Бостонці»                      | Олів Ченселлор         |                   | [ 50 ] |
| 57-ма (1985) | Сіссі Спейсек    | «Річка»                         | Мей Гарві              |                   | [ 50 ] |
| 58-ма (1986) |                  | ★ Джеральдін Пейдж              | «Подорож до Баунтіфул» | Керрі Вотс        | [ 51 ] |
| 58-ма (1986) | Енн Бенкрофт     | «Агнеса Божа»                   | сестра Міріам Рут      |                   | [ 51 ] |
| 58-ма (1986) | Вупі Голдберг    | «Барва пурпурова»               | Селі                   |                   | [ 51 ] |
| 58-ма (1986) | Джессіка Ленґ    | «Солодкі мрії»                  | Петсі Клайн            |                   | [ 51 ] |
| 58-ма (1986) | Меріл Стріп      | «З Африки»                      | Карен Бліксен          |                   | [ 51 ] |
| 59-та (1987) |                  | ★ Марлі Матлін                  | «Діти меншого Бога»    | Сара Норман       | [ 52 ] |
| 59-та (1987) | Джейн Фонда      | «Наступного ранку»              | Алекс Стернберген      |                   | [ 52 ] |
| 59-та (1987) | Сіссі Спейсек    | «Злочини серця»                 | Бейб Маграт            |                   | [ 52 ] |
| 59-та (1987) | Кетлін Тернер    | «Пеґґі Сью вийшла заміж»        | Пеггі Сью              |                   | [ 52 ] |
| 59-та (1987) | Сігурні Вівер    | «Чужі»                          | Еллен Ріплі            |                   | [ 52 ] |
| 60-та (1988) |                  | ★ Шер                           | «Влада місяця»         | Лоретта Касторіні | [ 53 ] |
| 60-та (1988) | Гленн Клоуз      | «Фатальний потяг»               | Алекс Форрест          |                   | [ 53 ] |
| 60-та (1988) | Холлі Хантер     | «Теленовини»                    | Джейн Крейг            |                   | [ 53 ] |
| 60-та (1988) | Саллі Кіркланд   | «Анна»                          | Анна                   |                   | [ 53 ] |
| 60-та (1988) | Меріл Стріп      | «Будяк»                         | Гелен                  |                   | [ 53 ] |
| 61-ша (1989) |                  | ★ Джоді Фостер                  | «Обвинувачений»        | Сара Тобіас       | [ 54 ] |
| 61-ша (1989) | Гленн Клоуз      | «Небезпечні зв'язки»            | маркіза де Мертей      |                   | [ 54 ] |
| 61-ша (1989) | Мелані Гріффіт   | «Ділова дівчина»                | Тесс Макгілл           |                   | [ 54 ] |
| 61-ша (1989) | Меріл Стріп      | «Крик у темряві»                | Лінді                  |                   | [ 54 ] |
| 61-ша (1989) | Сігурні Вівер    | Горили в тумані»                | Даян Фоссі             |                   | [ 54 ] |

### 1990-ті
| Церемонія    | Фото лауреатки      | Акторка                             | Фільм                    | Роль             | Дж     |
| ------------ | ------------------- | ----------------------------------- | ------------------------ | ---------------- | ------ |
| 62-га (1990) |                     | ★ Джессіка Тенді                    | «Водій міс Дейзі»        | Дейзі Вертан     | [ 55 ] |
| 62-га (1990) | Ізабель Аджані      | «Камілла Клодель»                   | Каміла Клодель           |                  | [ 55 ] |
| 62-га (1990) | Полін Коллінз       | «Ширлі Валентайн»                   | Ширлі Валентайн          |                  | [ 55 ] |
| 62-га (1990) | Джессіка Ленґ       | «Музична скринька»                  | Енн Телбот               |                  | [ 55 ] |
| 62-га (1990) | Мішель Пфайффер     | Казкові хлопчики-пекарі»            | Сьюзі Даймонд            |                  | [ 55 ] |
| 63-тя (1991) |                     | ★ Кеті Бейтс                        | «Мізері»                 | Енні Вілкс       | [ 56 ] |
| 63-тя (1991) | Анжеліка Г'юстон    | «Кидали»                            | Ліллі Діллон             |                  | [ 56 ] |
| 63-тя (1991) | Джулія Робертс      | «Красуня»                           | Вівіан Ворд              |                  | [ 56 ] |
| 63-тя (1991) | Меріл Стріп         | «Листівки з краю»                   | Сюзанна Вейл             |                  | [ 56 ] |
| 63-тя (1991) | Джоан Вудворд       | «Містер і місіс Брідж»              | Брідж                    |                  | [ 56 ] |
| 64-та (1992) |                     | ★ Джоді Фостер                      | «Мовчання ягнят»         | Клариса Старлінг | [ 57 ] |
| 64-та (1992) | Джина Девіс         | «Тельма і Луїза»                    | Тельма Дікінсон          |                  | [ 57 ] |
| 64-та (1992) | Лора Дерн           | «Шалена троянда»                    | Роза                     |                  | [ 57 ] |
| 64-та (1992) | Бетт Мідлер         | «Для хлопчиків»                     | Діксі Леонард            |                  | [ 57 ] |
| 64-та (1992) | Сьюзан Сарандон     | «Тельма і Луїза»                    | Луїза                    |                  | [ 57 ] |
| 65-та (1993) |                     | ★ Емма Томпсон                      | «Маєток Говардс Енд»     | Маргарет Шлегель | [ 58 ] |
| 65-та (1993) | Катрін Деньов       | «Індокитай»                         | Еліан                    |                  | [ 58 ] |
| 65-та (1993) | Мері Макдоннелл     | «Риба пристрасті»                   | Мей-Єліс                 |                  | [ 58 ] |
| 65-та (1993) | Мішель Пфайффер     | «Любовне поле»                      | Лорен Галлетт            |                  | [ 58 ] |
| 65-та (1993) | Сьюзан Сарандон     | «Масло Лоренца»                     | Мікаела Одон             |                  | [ 58 ] |
| 66-та (1994) |                     | ★ Голлі Гантер                      | «Фортепіано»             | Ада Макграт      | [ 59 ] |
| 66-та (1994) | Анджела Бассетт     | «Яке відношення до цього має любов» | Тіна Тернер              |                  | [ 59 ] |
| 66-та (1994) | Емма Томпсон        | «Наприкінці дня»                    | Сара «Саллі» Кентон      |                  | [ 59 ] |
| 66-та (1994) | Стокард Ченнінґ     | «Шість ступенів розлуки»            | Інгер Маккейб Елліотт    |                  | [ 59 ] |
| 66-та (1994) | Дебра Вінгер        | «Тіньові землі»                     | Джой Девідмен            |                  | [ 59 ] |
| 67-ма (1995) |                     | ★ Джессіка Ленґ                     | «Блакитне небо»          | Карлі Маршалл    | [ 60 ] |
| 67-ма (1995) | Вайнона Райдер      | «Маленькі жінки»                    | Джозефіна «Джо» Марч     |                  | [ 60 ] |
| 67-ма (1995) | Джоді Фостер        | «Нелл»                              | Неллі Келлті             |                  | [ 60 ] |
| 67-ма (1995) | Міранда Річардсон   | «Том і Вів»                         | Вів'єн Хей-Вуд           |                  | [ 60 ] |
| 67-ма (1995) | Сьюзен Серендон     | «Клієнт»                            | Регіна «Реджі» Лав       |                  | [ 60 ] |
| 68-ма (1996) |                     | ★ Сьюзен Серендон                   | «Мрець іде»              | Хелен Прежан     | [ 61 ] |
| 68-ма (1996) | Елізабет Шу         | «Покидаючи Лас-Вегас»               | Сера                     |                  | [ 61 ] |
| 68-ма (1996) | Емма Томпсон        | «Чуття і чуттєвість»                | Елінори Дешвуд           |                  | [ 61 ] |
| 68-ма (1996) | Меріл Стріп         | «Мости округу Медісон»              | Франческа Джонсон        |                  | [ 61 ] |
| 68-ма (1996) | Шерон Стоун         | «Казино»                            | Джері Макгі              |                  | [ 61 ] |
| 69-та (1997) |                     | ★ Френсіс Мак-Дорманд               | «Фарґо»                  | Марджа Гандерсон | [ 62 ] |
| 69-та (1997) | Даян Кітон          | «Кімната Марвіна»                   | Бессі                    |                  | [ 62 ] |
| 69-та (1997) | Емілі Вотсон        | «Розсікаючи хвилі                   | Бесси Макніл             |                  | [ 62 ] |
| 69-та (1997) | Крістін Скотт Томас | «Англійський пацієнт»               | Кетріна Кліфтон          |                  | [ 62 ] |
| 69-та (1997) | Бренда Блетін       | «Таємниці і брехня»                 | Синтія Роуз Перлі        |                  | [ 62 ] |
| 70-та (1998) |                     | ★ Гелен Гант                        | «Краще не буває»         | Керол Коннеллі   | [ 63 ] |
| 70-та (1998) | Гелена Бонем Картер | «Крила голубки»                     | Кейт Крой                |                  | [ 63 ] |
| 70-та (1998) | Джуді Денч          | «Місіс Бравн»                       | королева Вікторія        |                  | [ 63 ] |
| 70-та (1998) | Джулі Крісті        | «Післясвітіння»                     | Філіса Манн              |                  | [ 63 ] |
| 70-та (1998) | Кейт Вінслет        | «Титанік»                           | Роза Дьюітт Б'юкейтер    |                  | [ 63 ] |
| 71-ша (1999) |                     | ★ Гвінет Пелтроу                    | «Закоханий Шекспір»      | Віола де Лессепс | [ 64 ] |
| 71-ша (1999) | Емілі Вотсон        | «Гіларі і Джекі»                    | Жаклін дю Пре            |                  | [ 64 ] |
| 71-ша (1999) | Кейт Бланшетт       | «Єлизавета»                         | королева Єлизавета I     |                  | [ 64 ] |
| 71-ша (1999) | Меріл Стріп         | «Справжні цінності»                 | Кейт Гулден              |                  | [ 64 ] |
| 71-ша (1999) | Фернанда Монтенегру | «Центральний вокзал»                | Айседора «Дора» Тейшейра |                  | [ 64 ] |

### 2000-ні
| Церемонія    | Фото лауреатки          | Акторка                          | Фільм                         | Роль                  | Дж     |
| ------------ | ----------------------- | -------------------------------- | ----------------------------- | --------------------- | ------ |
| 72-га (2000) |                         | ★ Гіларі Свонк                   | «Хлопці не плачуть»           | Тіна Брендон          | [ 65 ] |
| 72-га (2000) | Аннетт Бенінг           | «Краса по-американськи»          | Керолайн Бернем               |                       | [ 65 ] |
| 72-га (2000) | Джанет Мактір           | «Перекотиполе»                   | Мері Джо Вокер                |                       | [ 65 ] |
| 72-га (2000) | Джуліанн Мур            | «Кінець роману»                  | Сара Майлз                    |                       | [ 65 ] |
| 72-га (2000) | Меріл Стріп             | «Музика серця»                   | Роберта Гуаспарі              |                       | [ 65 ] |
| 73-тя (2001) |                         | ★ Джулія Робертс                 | «Ерін Брокович»               | Ерін Брокович         | [ 66 ] |
| 73-тя (2001) | Джоан Аллен             | «Претендент»                     | сенаторка Лейн Генсон         |                       | [ 66 ] |
| 73-тя (2001) | Жульєт Бінош            | «Шоколад»                        | Вієнн Роше                    |                       | [ 66 ] |
| 73-тя (2001) | Еллен Берстін           | «Реквієм за мрією»               | Сара Голдфарб                 |                       | [ 66 ] |
| 73-тя (2001) | Лора Лінні              | «Можеш розраховувати на мене»    | Саманта «Семмі» Прескотт      |                       | [ 66 ] |
| 74-та (2002) |                         | ★ Геллі Беррі                    | «Бал монстрів»                | Летиція Масґроув      | [ 67 ] |
| 74-та (2002) | Джуді Денч              | «Айріс»                          | Айріс Мердок                  |                       | [ 67 ] |
| 74-та (2002) | Ніколь Кідман           | «Мулен Руж!»                     | Сатін                         |                       | [ 67 ] |
| 74-та (2002) | Сіссі Спейсек           | «У спальні»                      | Рут Фавлер                    |                       | [ 67 ] |
| 74-та (2002) | Рене Зеллвегер          | «Щоденник Бріджит Джонс»         | Бріджит Джонс                 |                       | [ 67 ] |
| 75-та (2003) |                         | ★ Ніколь Кідман                  | «Години»                      | Вірджинія Вульф       | [ 68 ] |
| 75-та (2003) | Сальма Гаєк             | «Фріда»                          | Фріда Кало                    |                       | [ 68 ] |
| 75-та (2003) | Даян Лейн               | «Невірна»                        | Конні Самнер                  |                       | [ 68 ] |
| 75-та (2003) | Джуліанн Мур            | «Далеко від раю»                 | Кеті Вайтекер                 |                       | [ 68 ] |
| 75-та (2003) | Рене Зеллвегер          | «Чикаго»                         | Роксі Харт                    |                       | [ 68 ] |
| 76-та (2004) |                         | ★ Шарліз Терон                   | «Монстр»                      | Ейлін Ворнос          | [ 69 ] |
| 76-та (2004) | Кейша Касл-Г'юз         | «Той, що осідлав кита»           | Пайкеа                        |                       | [ 69 ] |
| 76-та (2004) | Даян Кітон              | «Кохання за правилами... та без» | Еріка Баррі                   |                       | [ 69 ] |
| 76-та (2004) | Саманта Мортон          | «В Америці»                      | Сара Салліван                 |                       | [ 69 ] |
| 76-та (2004) | Наомі Воттс             | «21 грам»                        | Христина Пек                  |                       | [ 69 ] |
| 77-ма (2005) |                         | ★ Гіларі Свонк                   | «Крихітка на мільйон доларів» | Меггі Фіцджеральд     | [ 70 ] |
| 77-ма (2005) | Аннетт Бенінг           | «Бути Джулією»                   | Джулія Ламберт                |                       | [ 70 ] |
| 77-ма (2005) | Каталіна Сандіно Морено | «Марія, благодаті повна»         | Марія Альварес                |                       | [ 70 ] |
| 77-ма (2005) | Імелда Стонтон          | «Віра Дрейк»                     | Віра Дрейк                    |                       | [ 70 ] |
| 77-ма (2005) | Кейт Вінслет            | «Вічне сяйво чистого розуму»     | Клементина Кручинська         |                       | [ 70 ] |
| 78-ма (2006) |                         | ★ Різ Візерспун                  | «Переступити межу»            | Джун Картер Кеш       | [ 71 ] |
| 78-ма (2006) | Джуді Денч              | «Місис Гендерсон представляє»    | місис Лора Гендерсон          |                       | [ 71 ] |
| 78-ма (2006) | Фелісіті Гаффман        | «Трансамерика»                   | Сабріна «Брі» Осборн          |                       | [ 71 ] |
| 78-ма (2006) | Кіра Найтлі             | «Гордість та упередження»        | Елізабет Беннет               |                       | [ 71 ] |
| 78-ма (2006) | Шарліз Терон            | «Північна країна»                | Джозі Еймс                    |                       | [ 71 ] |
| 79-та (2007) |                         | ★ Гелен Міррен                   | «Королева»                    | королева Єлизавета II | [ 72 ] |
| 79-та (2007) | Пенелопа Крус           | «Повернення»                     | Раймунда                      |                       | [ 72 ] |
| 79-та (2007) | Джуді Денч              | «Скандальний щоденник»           | Барбара Коветт                |                       | [ 72 ] |
| 79-та (2007) | Меріл Стріп             | «Диявол носить Prada»            | Міранда Прістлі               |                       | [ 72 ] |
| 79-та (2007) | Кейт Вінслет            | «Як малі діти»                   | Сара Пірс                     |                       | [ 72 ] |
| 80-та (2008) |                         | ★ Маріон Котіяр                  | «Життя у рожевому кольорі»    | Едіт Піаф             | [ 73 ] |
| 80-та (2008) | Кейт Бланшетт           | «Елізабет: Золота доба»          | королева Англії Єлизавета I   |                       | [ 73 ] |
| 80-та (2008) | Джулі Крісті            | «Далеко від неї»                 | Фіона Андерсон                |                       | [ 73 ] |
| 80-та (2008) | Лора Лінні              | «Дикуни»                         | Венді Севідж                  |                       | [ 73 ] |
| 80-та (2008) | Еллен Пейдж             | «Джуно»                          | Джуно Макгаффі                |                       | [ 73 ] |
| 81-ша (2009) |                         | ★ Кейт Вінслет                   | «Читець»                      | Ханна Шміц            | [ 74 ] |
| 81-ша (2009) | Меріл Стріп             | «Сумнів»                         | сестра Елоїза Бовье           |                       | [ 74 ] |
| 81-ша (2009) | Анджеліна Джолі         | «Підміна»                        | Крістін Коллінз               |                       | [ 74 ] |
| 81-ша (2009) | Енн Хетеуей             | «Рейчел виходить заміж»          | Кім                           |                       | [ 74 ] |
| 81-ша (2009) | Мелісса Лео             | «Замерзла річка»                 | Рей Едді                      |                       | [ 74 ] |

### 2010-ті
| Церемонія    | Фото лауреатки    | Акторка                         | Фільм                                     | Роль                   | Дж     |
| ------------ | ----------------- | ------------------------------- | ----------------------------------------- | ---------------------- | ------ |
| 82-га (2010) |                   | ★ Сандра Буллок                 | «Невидима сторона»                        | Лей Енн Туохі          | [ 75 ] |
| 82-га (2010) | Кері Малліган     | «Виховання почуттів»            | Дженні Меллор                             |                        | [ 75 ] |
| 82-га (2010) | Гелен Міррен      | «Остання станція»               | Софія Толстая                             |                        | [ 75 ] |
| 82-га (2010) | Габурі Сідібе     | «Скарб»                         | Клейріс Джонс                             |                        | [ 75 ] |
| 82-га (2010) | Меріл Стріп       | «Джулі та Джулія»               | Джулія Чайлд                              |                        | [ 75 ] |
| 83-та (2011) |                   | ★ Наталі Портман                | «Чорний лебідь»                           | Ніна                   | [ 76 ] |
| 83-та (2011) | Аннетт Бенінг     | «Діти в порядку»                | Нік                                       |                        | [ 76 ] |
| 83-та (2011) | Ніколь Кідман     | «Кроляча нора»                  | Бекка Корбет                              |                        | [ 76 ] |
| 83-та (2011) | Дженніфер Лоуренс | «Зимова кістка»                 | Рі Доллі                                  |                        | [ 76 ] |
| 83-та (2011) | Мішель Вільямс    | «Блакитний Валентин»            | Сінді                                     |                        | [ 76 ] |
| 84-та (2012) |                   | ★ Меріл Стріп                   | «Залізна леді»                            | Маргарет Тетчер        | [ 77 ] |
| 84-та (2012) | Гленн Клоуз       | «Альберт Ноббс»                 | Альберт Ноббс                             |                        | [ 77 ] |
| 84-та (2012) | Віола Девіс       | «Прислуга»                      | Ейбілін Кларк                             |                        | [ 77 ] |
| 84-та (2012) | Руні Мара         | «Дівчина з татуюванням дракона» | Лісбет Саландер                           |                        | [ 77 ] |
| 84-та (2012) | Мішель Вільямс    | «7 днів і ночей з Мерилін»      | Мерилін Монро                             |                        | [ 77 ] |
| 85-та (2013) |                   | ★ Дженніфер Лоуренс             | «Збірка промінців надії»                  | Тіффані Максвел        | [ 78 ] |
| 85-та (2013) | Джессіка Честейн  | «Ціль номер один»               | Майя Гарріс                               |                        | [ 78 ] |
| 85-та (2013) | Еммануель Ріва    | «Любов»                         | Енн                                       |                        | [ 78 ] |
| 85-та (2013) | Кувенжане Волліс  | «Звірі дикого Півдня»           | Хашпаппі                                  |                        | [ 78 ] |
| 85-та (2013) | Наомі Воттс       | «Неможливе»                     | Марія Беннетт                             |                        | [ 78 ] |
| 86-та (2014) |                   | ★ Кейт Бланшетт                 | «Жасмин»                                  | Жанет «Жасмин» Френсіс | [ 79 ] |
| 86-та (2014) | Емі Адамс         | «Американська афера»            | Сідні Проссер                             |                        | [ 79 ] |
| 86-та (2014) | Сандра Буллок     | «Гравітація»                    | Раян Стоун                                |                        | [ 79 ] |
| 86-та (2014) | Джуді Денч        | «Філомена»                      | Філомена Лі                               |                        | [ 79 ] |
| 86-та (2014) | Меріл Стріп       | «Серпень: Графство Осейдж»      | Віолета Вестон                            |                        | [ 79 ] |
| 87-ма (2015) |                   | ★ Джуліанн Мур                  | «Все ще Еліс»                             | Еліс Гавленд           | [ 80 ] |
| 87-ма (2015) | Маріон Котіяр     | «Два дні, одна ніч»             | Сандра                                    |                        | [ 80 ] |
| 87-ма (2015) | Різ Візерспун     | «Дика»                          | Шеріл Стрейд                              |                        | [ 80 ] |
| 87-ма (2015) | Розамунд Пайк     | «Загублена»                     | Емі Елліот Данн                           |                        | [ 80 ] |
| 87-ма (2015) | Фелісіті Джонс    | «Теорія всього»                 | Джейн Вайлд Гокінг                        |                        | [ 80 ] |
| 88-ма (2016) |                   | ★ Брі Ларсон                    | «Кімната»                                 | Ма (Джой)              | [ 81 ] |
| 88-ма (2016) | Кейт Бланшетт     | «Керол»                         | Керол Ейрд                                |                        | [ 81 ] |
| 88-ма (2016) | Дженніфер Лоуренс | «Джой»                          | Джой Мангано                              |                        | [ 81 ] |
| 88-ма (2016) | Шарлотта Ремплінг | «45 років»                      | Кейт Мерсер                               |                        | [ 81 ] |
| 88-ма (2016) | Сірша Ронан       | «Бруклін»                       | Елліс Лейсі                               |                        | [ 81 ] |
| 89-та (2017) |                   | ★ Емма Стоун                    | «Ла-Ла Ленд»                              | Мія Долан              | [ 82 ] |
| 89-та (2017) | Наталі Портман    | «Джекі»                         | Жаклін Кеннеді Онассіс                    |                        | [ 82 ] |
| 89-та (2017) | Рут Негга         | «Лавінг»                        | Мілдред Лавінг                            |                        | [ 82 ] |
| 89-та (2017) | Меріл Стріп       | «Флоренс Фостер Дженкінс»       | Флоренс Фостер Дженкінс                   |                        | [ 82 ] |
| 89-та (2017) | Ізабель Юппер     | «Вона»                          | Мішель Леблан                             |                        | [ 82 ] |
| 90-та (2018) |                   | ★ Френсіс Мак-Дорманд           | «Три білборди за межами Еббінга, Міссурі» | Мілдред Гейз           | [ 83 ] |
| 90-та (2018) | Марго Роббі       | «Я, Тоня»                       | «Тоня Гардінг                             |                        | [ 83 ] |
| 90-та (2018) | Сірша Ронан       | «Леді-Птаха»                    | Крістін Макферсон                         |                        | [ 83 ] |
| 90-та (2018) | Меріл Стріп       | «Секретне досьє»                | Кей Грем                                  |                        | [ 83 ] |
| 90-та (2018) | Саллі Гокінс      | «Форма води»                    | Елайза Еспозіто                           |                        | [ 83 ] |
| 91-ша (2019) |                   | ★ Олівія Колман                 | «Фаворитка»                               | королева Анна          | [ 84 ] |
| 91-ша (2019) | Яліца Апарисіо    | «Рома»                          | Клео                                      |                        | [ 84 ] |
| 91-ша (2019) | Леді Гага         | «Народження зірки»              | Еллі                                      |                        | [ 84 ] |
| 91-ша (2019) | Гленн Клоуз       | «Дружина»                       | Джоан Каслман                             |                        | [ 84 ] |
| 91-ша (2019) | Мелісса Маккарті  | «Чи зможете Ви мені пробачити?» | Лі Ізраєль                                |                        | [ 84 ] |

### 2020-ті
| Церемонія    | Фото лауреатки     | Акторка                            | Фільм                    | Роль              | Дж     |
| ------------ | ------------------ | ---------------------------------- | ------------------------ | ----------------- | ------ |
| 92-га (2020) |                    | ★ Рене Зеллвегер                   | «Джуді»                  | Джуді Ґарленд     | [ 85 ] |
| 92-га (2020) | Синтія Еріво       | «Гарріет»                          | Гаррієт Табмен           |                   | [ 85 ] |
| 92-га (2020) | Скарлетт Йоганссон | «Шлюбна історія»                   | Ніколь Барбер            |                   | [ 85 ] |
| 92-га (2020) | Сірша Ронан        | «Маленькі жінки»                   | Джозефіна Марч           |                   | [ 85 ] |
| 92-га (2020) | Шарліз Терон       | «Секс-бомба»                       | Мегін Келлі              |                   | [ 85 ] |
| 93-тя (2021) |                    | ★ Френсіс Мак-Дорманд              | «Земля кочівників»       | Ферна             | [ 86 ] |
| 93-тя (2021) | Віола Девіс        | «Ма Рейні: Мати блюзу»             | Ма Рейні                 |                   | [ 86 ] |
| 93-тя (2021) | Андра Дей          | «США проти Біллі Голідей»          | Біллі Голідей            |                   | [ 86 ] |
| 93-тя (2021) | Ванесса Кірбі      | «Фрагменти жінки»                  | Марта Вайс               |                   | [ 86 ] |
| 93-тя (2021) | Кері Малліган      | «Перспективна дівчина»             | Кассандра Томас          |                   | [ 86 ] |
| 94-та (2022) |                    | ★ Джессіка Честейн                 | «Очі Таммі Фей»          | Таммі Фей Месснер | [ 87 ] |
| 94-та (2022) | Крістен Стюарт     | «Спенсер: Таємниця принцеси Діани» | Діана, принцеса Уельська |                   | [ 87 ] |
| 94-та (2022) | Ніколь Кідман      | «Бути Рікардо»                     | Люсіль Болл              |                   | [ 87 ] |
| 94-та (2022) | Олівія Колман      | «Незнайома дочка»                  | Леда Карузо              |                   | [ 87 ] |
| 94-та (2022) | Пенелопа Крус      | «Паралельні матері»                | Яніса Мартінес Морено    |                   | [ 87 ] |
| 95-та (2023) |                    | ★ Мішель Єо                        | «Все завжди і водночас»  | Евелін            | [ 88 ] |
| 95-та (2023) | Кейт Бланшетт      | «Тар»                              | Лідія Тар                |                   | [ 88 ] |
| 95-та (2023) | Ана де Армас       | «Білявка»                          | Мерлін Монро             |                   | [ 88 ] |
| 95-та (2023) | Андреа Райзборо    | «Заради Леслі»                     | Леслі                    |                   | [ 88 ] |
| 95-та (2023) | Мішель Вільямс     | «Фабельмани»                       | Мітці Фабельман          |                   | [ 88 ] |
| 96-та (2024) |                    | ★ Емма Стоун                       | «Бідолашні створіння»    | Белла Бакстер     | [ 89 ] |
| 96-та (2024) | Аннетт Бенінг      | «Наяд»                             | Діана Ніад               |                   | [ 89 ] |
| 96-та (2024) | Лілі Гладстон      | «Вбивці квіткової повні»           | Моллі Баркхарт           |                   | [ 89 ] |
| 96-та (2024) | Сандра Гюллер      | «Анатомія падіння»                 | Сандра Войтер            |                   | [ 89 ] |
| 96-та (2024) | Кері Малліган      | «Маестро»                          | Фелісія Монтеалегре      |                   | [ 89 ] |
| 97-ма (2025) |                    | ★ Майкі Медісон                    | «Анора»                  | Анора             | [ 90 ] |
| 97-ма (2025) | Синтія Еріво       | «Wicked: Чародійка»                | Ельфаба Тропп            |                   | [ 90 ] |
| 97-ма (2025) | Карла Софія Гаскон | «Емілія Перес»                     | Емілія Перес             |                   | [ 90 ] |
| 97-ма (2025) | Демі Мур           | «Субстанція»                       | Елізабет Спаркл          |                   | [ 90 ] |
| 97-ма (2025) | Фернанда Торрес    | «Я все ще тут»                     | Юніс Пайва               |                   | [ 90 ] |

## Статистика

### Лідери за числом премій:
- Кетрін Хепберн — 4 Оскари
- Френсіс Мак-Дорманд — 3 Оскари
- Меріл Стріп — 2 Оскари
- Бетті Девіс — 2 Оскари
- Інгрід Бергман — 2 Оскари
- Джейн Фонда — 2 Оскари
- Елізабет Тейлор — 2 Оскари
- Гленда Джексон — 2 Оскари
- Олівія де Гевіленд — 2 Оскари
- Джоді Фостер — 2 Оскари
- Вів'єн Лі — 2 Оскари
- Луїза Райнер — 2 Оскари
- Гіларі Свонк — 2 Оскари
- Саллі Філд — 2 Оскари
- Емма Стоун — 2 Оскари

### Лідери за числом номінацій:
- Меріл Стріп — 17 номінацій
- Кетрін Хепберн — 12 номінацій
- Бетті Девіс — 11 номінацій
- Грір Гарсон — 7 номінацій

- 6 номінацій
  - Норма Ширер
  - Інгрід Бергман
  - Дебора Керр  
  - Джейн Фонда
  - Сіссі Спейсек
- 5 номінацій
  - Айрін Данн
  - Сьюзен Гейворд
  - Одрі Гепберн
  - Елізабет Тейлор
  - Ширлі Маклейн
  - Енн Бенкрофт
  - Еллен Берстін
  - Сьюзен Серендон
  - Джессіка Ленг
  - Джуді Денч
- 4 номінації
  - Барбара Стенвік
  - Олівія де Гевіленд
  - Розалінд Расселл
  - Дженніфер Джонс
  - Джейн Вайман
  - Джоан Вудворд
  - Джеральдін Пейдж
  - Джулі Крісті
  - Ванесса Редгрейв
  - Гленда Джексон
  - Марша Мейсон
  - Даян Кітон
  - Гленн Клоуз
  - Кейт Вінслет
  - Кейт Бланшетт
  - Ніколь Кідман